# Повітряні сили Чаду
Повітряні сили Чаду (фр. Armée de l'air Tchadienne) — вид збройних сил у складі Збройних сил Чаду.

## Загальні відомості

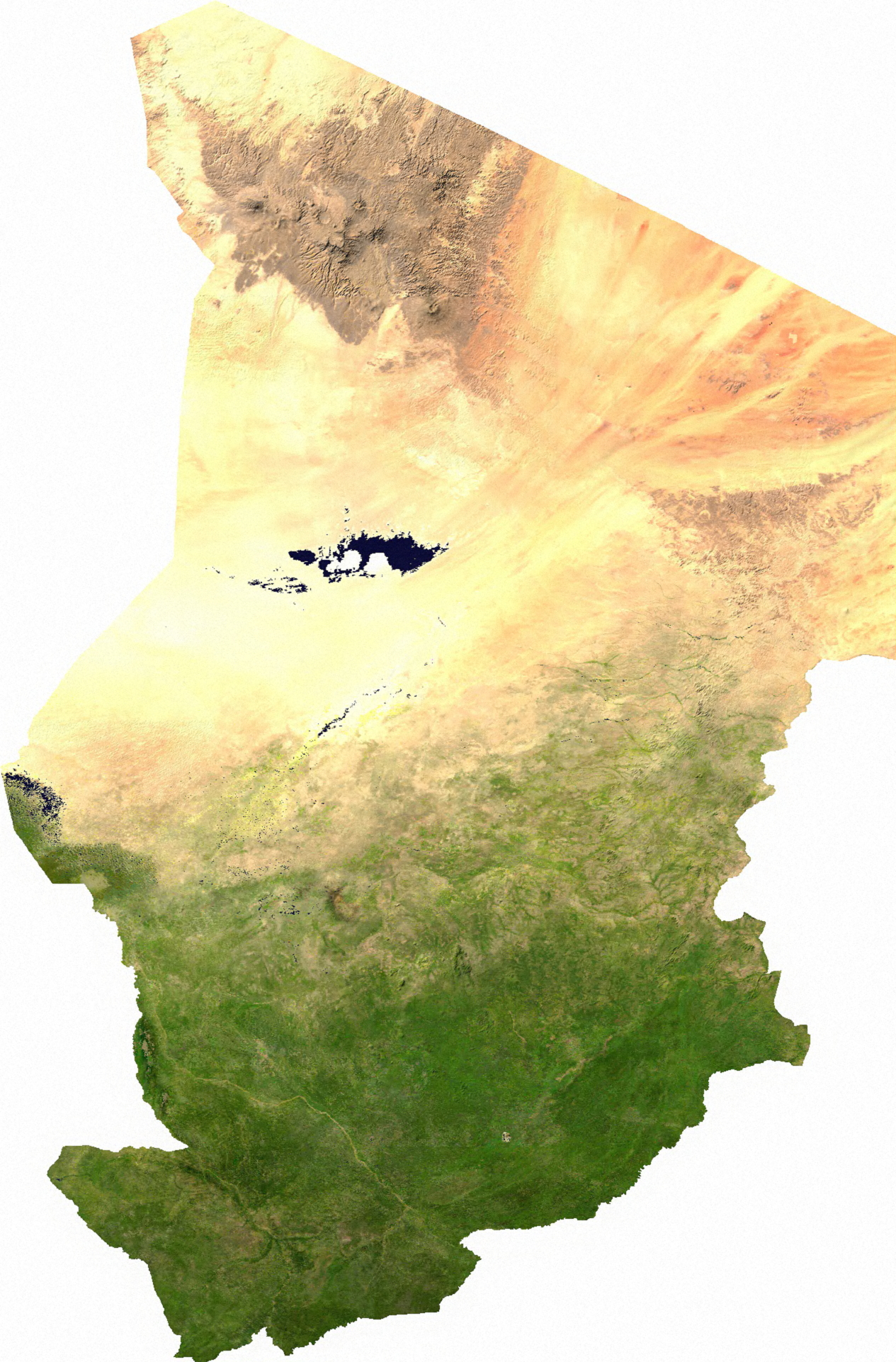
Територія Чаду розділена на три характерні зони.

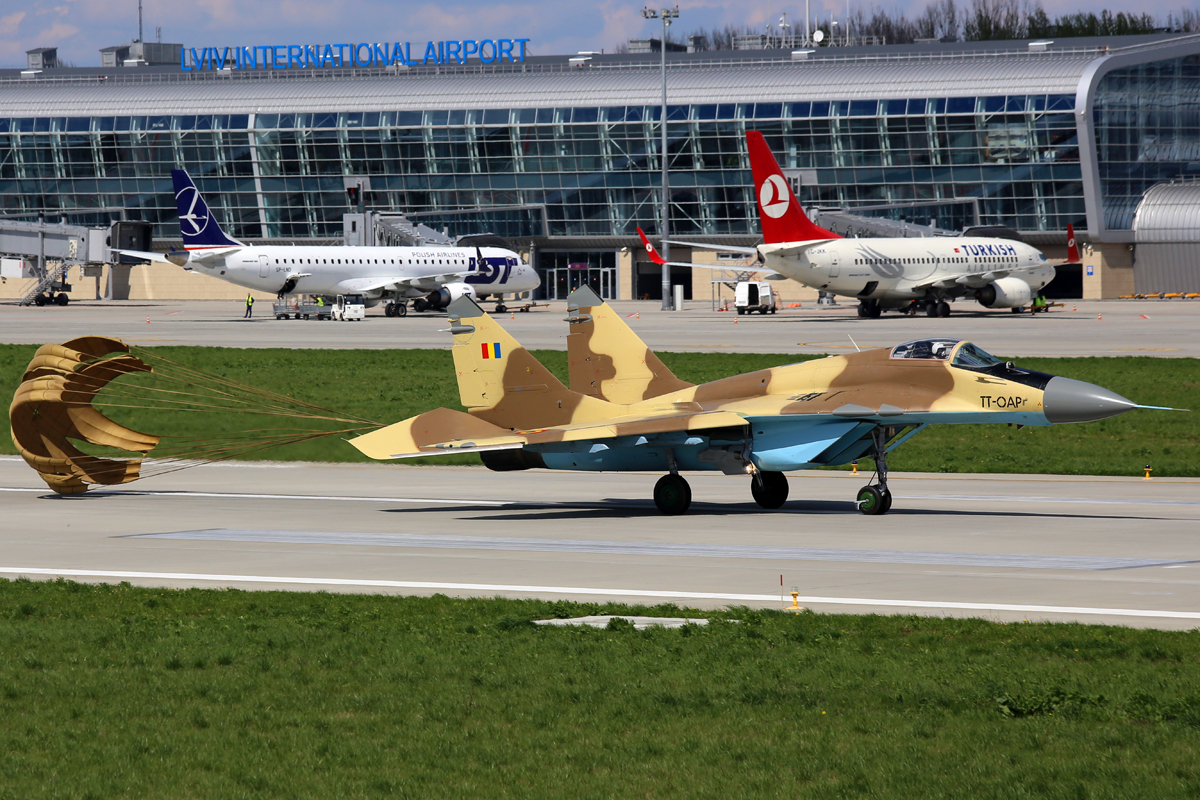
МіГ-29 ПС Чаду

У 1960-х роках ПС Чаду складалися зі ста людей, одного вантажного літака DC-3, трьох легких літаків спостереження та двох вертольотів.
У 1973 році, їх чисельність була збільшена до 200 осіб, сили мали у своєму розпорядженні три середні транспортні літаки C-47 (число яких збільшилося до 13 у середині 1970-х років), три легких транспортних літаки та один вертоліт, всі обслуговувалися на місцевій французькій авіабазі у Нджамені. Майже всі пілоти на той час були французами.
У 1976 році ВПС отримали з Франції 7 Douglas A-1 Skyraider, які використовувалися в антипартизанських кампаніях на півночі до 1987, коли вони були визнані непрацездатними. Skyraider спочатку брали участь у службі в Чаді як частина Повітряних сил Франції, а потім у складі номінально незалежних Повітряних сил Чаду, укомплектованими французькими найманцями.
Під час конфлікту з Лівією у 1983 році повітряні сили Чаду повідомили про знищення восьми лівійських Aermacchi SF-260. Три з них були захоплені та перебували на озброєнні з 1987 року. Один розбився у 1989 році, а інший був проданий США. Наприкінці 1987 року Чад також придбав 24 ЗРК Stinger, що запускаються з плеча.
Триваючі зіткнення на кордоні з Суданом змушують військове керівництво Чаду продовжувати зміцнення національних військово-повітряних сил. У 2008 році у Сінгапурi були закуплені шість вертольотів AS.550C2 Fennec, раніше перебувавших на озброєнні ВПС Сінгапуру. Всі вертольоти модернізовані за участю Eurocopter Singapore. Вертольоти передбачається використовувати як навчально-тренувальні, однак, при необхідності, на них також може бути встановлена 20 мм гармата.
Станом на 2010 рік у Чадi також експлуатуються транспортно-бойові вертольоти Ми-24/25 та Ми-8/17, а також придбані в 2009 році в України штурмовики Су-25. Літаки були випробування в бою в травні 2009 року, коли завдали ракетно-бомбових ударів по конвою заколотників, які вторглися у Чад з території сусіднього Судану. Авіаналіт здійснювався з аеродрому Абеше, приблизно 786 км на схід від Нджамени, недалеко від Суданського кордону.
Більшість пілотів які літають на Су-25 — українські найманці. Поки не ясно, чи збираються чадські військові використовувати власних пілотів у майбутньому.
28 листопада 2009 року а на борту Ан-124 з України в Чад був доставлений заново зібраний вертоліт Ми-17. Вертоліт планується використовувати як бойовий, для чого ньому встановлять бортові тримачі для підвіски ракет або бомб.
За оцінками зарубіжних фахівців, станом на 2010 рік Чад мав у своєму розпорядженні прийнятні військово-повітряні сили, здатні протистояти вилазкам бунтівників або нападу ззовні. Що і було показано.

## Пункти базування
- Міжнародний аеропорт Нджамени
- Аеропорт Абеше

## Техніка та озброєння
ВПС Чаду станом на 2015 рік  (англ.).
| Тип                   | Виробництво | Призначення                  | Кількість | Замовлення |        |
| Літаки                | Літаки      | Літаки                       | Літаки    | Літаки     | Літаки |
| --------------------- | ----------- | ---------------------------- | --------- | ---------- | ------ |
| МіГ-29                | СРСР        | винищувач                    | 1         | 2          |        |
| Су-25                 | СРСР        | штурмовик                    | 8         |            |        |
| Ан-26                 | СРСР        | транспортний літак           | 3         |            |        |
| C-27J                 | США         | транспортний літак           | 2         |            |        |
| Lockheed C-130H       | США         | транспортний літак           | 1         |            |        |
| Pilatus PC-7          | Швейцарія   | навчально-тренувальний літак | 1         |            |        |
| Pilatus PC-9          | Швейцарія   | навчально-тренувальний літак | 1         |            |        |
| Reims F337            | Франція     | літак загального призначення | 1         |            |        |
| SIAI-Marchetti SF.260 | Італія      | навчально-тренувальний літак | 1         |            |        |
| Вертольоти            |             |                              |           |            |        |
| Aérospatiale AS.550   | Франція     | багатоцільовий вертоліт      | 6         |            |        |
| Мі-17 / 171           | СРСР        | багатоцільовий вертоліт      | 6         |            |        |
| Мі-25 / 35            | СРСР        | бойовий вертоліт             | 5         |            |        |
| Aérospatiale SE.3160  | Франція     | багатоцільовий вертоліт      | 2         |            |        |

## Розпізнавальні знаки

Розпізнавальний знак
Знак на кіль